# 高密公主
高密公主（こうみつこうしゅ）は、中国の唐の高祖李淵の四女。

## 生涯
はじめ琅邪公主に封ぜられ、長孫孝政（長孫澄の子の長孫始の子）に降嫁した。のちに段綸（段文振の子）に降嫁した。永徽6年（655年）、自分の墓を東向きに造り、父の陵墓である献陵を望めるように遺言して没した。のちに段綸とともに昭陵に陪葬された。
段綸と高密公主のあいだの娘として、邳国夫人段蕑壁（617年 - 651年）がいた。

## 伝記資料
- 『新唐書』巻83 列伝第8「諸帝公主伝」